# Jacques-François de Corday d’Armont
Jacques-François de Corday d’Armont (getauft 2. September 1737 in Mesnil-Imbert (heute Teil von Le Renouard, Département Orne); † 30. Juni 1798 in Barcelona) war ein französischer Adliger und Vater von Charlotte Corday, der Mörderin von Jean-Paul Marat.

## Leben
Jacques-François de Corday d’Armont entstammte einer Familie des alten normannischen Kleinadels und war das sechste Kind von Jacques-Adrien de Corday (* 1704; † 1795) und Marie-Renée-Adélaïde de Belleau de la Motte (* 1711; † 1800). Schon als junger Mann schlug er nach Familientradition eine militärische Laufbahn ein und wurde 1757 Oberleutnant im La Fère-Infanterieregiment, beendete aber bereits 1763 den Armeedienst wieder. Er kehrte in seinen Geburtsort Mesnil-Imbert heim und schloss am 14. Februar 1764 eine Ehe mit seiner etwa gleichaltrigen Cousine Charlotte-Jacqueline-Marie de Gautier, der Tochter von Jacques de Gautier, Herr von Authieux und Mesnival, und von Marie-Aimée Labbey. Das Ehepaar bekam zwei Söhne und drei Töchter:
- Jacques-François-Alexis (* 15. Januar 1765; † 15. Februar 1809)
- Marie-Charlotte-Jacqueline (* 7. April 1766; begraben 17. August 1774)
- Marie-Anne-Charlotte (* 27. Juli 1768; † 17. Juli 1793), berühmt durch ihre Ermordung von Jean-Paul Marat
- Jacqueline-Jeanne-Éléonore (* 13. April 1770; † 13. April 1806)
- Charles-Jacques-François (* 19. September 1774; † Juli 1795)

Mit ihrem ältesten, in Mesnil-Imbert geborenen Sohn Jacques-François-Alexis zogen die Eheleute Ende 1765 in ein bescheidenes Landhaus in Ronceray bei Le Mans ein, in dem ihre drei Töchter geboren wurden. Um 1774 ließ sich die wenig begüterte Familie wieder in Mesnil-Imbert nieder, wo die zu früh geborene älteste Tochter Marie-Charlotte-Jacqueline im August 1774 im Alter von nur acht Jahren starb und wo einen Monat später der jüngste Sohn Charles-Jacques-François zur Welt kam.
Weil die Verwandten seiner Gattin ihren im Ehevertrag festgeschriebenen Zahlungsverpflichtungen nicht nachkamen, führte Corday d’Armont zuerst einen ärgerlichen Briefwechsel mit den Gautiers und beschritt dann den Klageweg. Gegen das Urteil wurde in Caen berufen, in welche Stadt Corday d’Armont mit seiner Familie deshalb Mitte 1776 umzog. Das teurere Stadtleben zwang ihn aber zu einem noch bescheideneren Lebenswandel und sein Prozess zog sich in die Länge. Seinen ältesten Sohn Jacques-François-Alexis ließ er die Kadettenanstalt von Beaumont-en-Auge besuchen, verpachtete 1778 seine Ländereien, musste dann aber den frühzeitigen Tod seiner Gemahlin verkraften, die am 8. April 1782 in Caen im Kindbett verstarb. Er erreichte nun, dass seine damals 13-jährige Tochter Marie-Anne-Charlotte, die meist kurz als Charlotte Corday bezeichnet wird,  und ihre jüngere Schwester in Caen in der römisch-katholischen Abtei Sainte-Trinité (gewöhnlich Abbaye-aux-Dames genannt) aufgenommen wurden.
Corday d’Armont selbst wählte wieder sein Landgut in Ronceray als Wohnsitz und kaufte eine kleine Heide hinzu, die er agrarisch bewirtschaften ließ. Die Brüder seiner verschiedenen Gattin wollten indessen gar nichts zahlen und das 1787 ergangene letztinstanzliche Urteil sprach ihm nur den Pflichtanteil zu. Die Schätzung der Erbschaftsrechte seiner Ehefrau stellte das Gericht dem Familienrat anheim, der aber den Streitfall nicht lösen konnte.
In Mesnil-Imbert fungierte Corday d’Armont als Syndikus. In einer Schrift L’égalité des partages, fille de la justice wandte er sich 1790 gegen das Erstgeburtsrecht, aufgrund dessen er nicht hatte standesgemäß leben können. Nach der  am 1. März 1791 im Zuge der Französischen Revolution erfolgten Auflösung der Abtei Sainte-Trinité kehrte die 22-jährige Charlotte Corday zu ihrem Vater zurück. Während dieser aber gemäßigt royalistisch gesinnt war, hing seine Tochter mehr republikanischen Ideen an und begrüßte zunächst die Französische Revolution. Im Juni 1791 verließ sie ihren Vater und reiste zu ihrer Tante, Madame  Le Coustellier de Bretteville-Gouville, nach Caen ab.
Die beiden Söhne von Corday d’Armont waren eifrige Royalisten. Der ältere von ihnen, Jacques-François-Alexis, ging Ende 1791 ins Exil nach Spanien, und im Februar 1792 floh auch der jüngere Sohn Charles-Jacques-François in die Emigration. Am 12. Mai 1792 wäre Corday d’Armont beinahe ermordet worden. Er zog nach Caen und nach der am 21. Januar 1793 erfolgten Hinrichtung Ludwigs XVI. aus Sicherheitsgründen nach Argentan um. Seine Tochter Charlotte Corday plante unterdessen das Attentat auf den radikalen und einflussreichen Politiker Jean-Paul Marat, den sie am 13. Juli 1793 in seinem Pariser Domizil erstach, wofür sie vier Tage später guillotiniert wurde. Obwohl Corday d’Armont nichts von dem Mordplan seiner Tochter gewusst hatte, wurde er im Oktober 1793 in ein Kapuzinerkloster eingesperrt, in dem bereits seine betagten Eltern gefangen gehalten wurden. Bald nach deren Entlassung erlangte auch er am 2. Februar 1795 seine Freiheit wieder und war erneut politisch aktiv. 1797 musste er Frankreich verlassen und ging nach Spanien. Er starb im Juni 1798 im Alter von knapp 61 Jahren in Barcelona und wurde dort beigesetzt.